# آرامگاه چهار تاقی

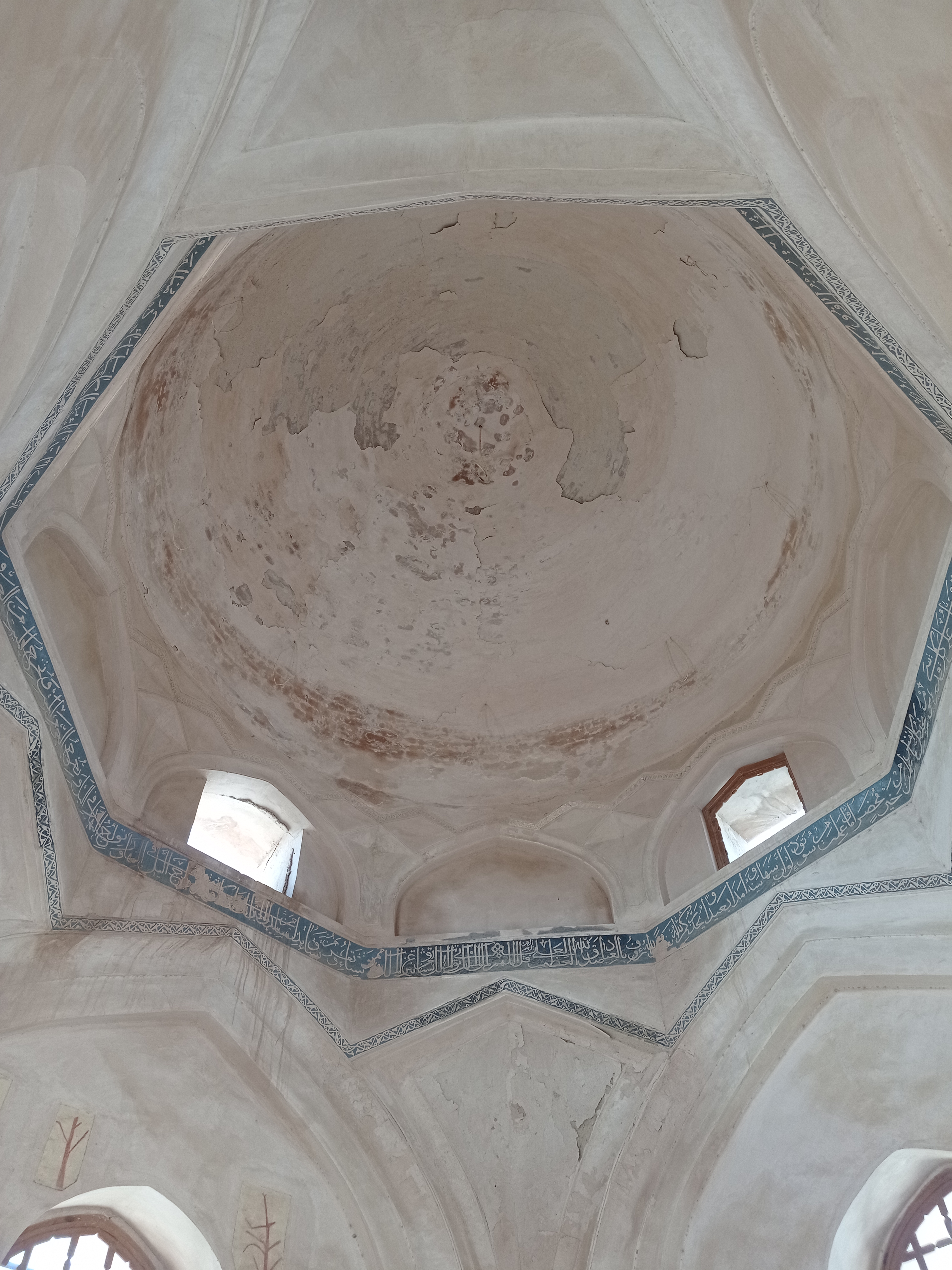

مقبره چهار تاقی یا چهارطاقی تیموری مربوط به دوره تیموریان است و در شهرستان شیروان، روستای زیارت واقع شده و این اثر در تاریخ ۱۹ اسفند ۱۳۸۰ با شمارهٔ ثبت ۴۸۰۸ به‌عنوان یکی از آثار ملی ایران به ثبت رسیده است.
بنای چهارطاقی یا مقبره تیموری شیروان که متعلق به یکی از سرداران معروف تیمور گورگانی («عید خواجه») است، در بخش شمال‌شرقی امامزاده حمزه رضا (گور تیمور) جای گرفته است و از مصالحی از قبیل خشت و آجر ساخته‌شده و در مواردی با چوب استحکام‌بخشی شده است.

## معماری
این بنا با توجه به ویژگی‌های معماری و کاربری از آثار منحصربه‌فرد استان خراسان شمالی است که دارای ویژگی آرامگاهی است. اگر چه در سنگ‌نوشته قبر داخل مقبره تاریخ این اثر تاریخی 785 ه.ق عنوان شده است، اما اطلاعات کافی از زمان دقیق ساخت خود بنا موجود نیست و در متون هم به ساخت آن اشاره نشده و بخش‌های کمی از کتیبه باقی‌مانده و سنگ بنا نیز از محل اصلی به سرقت رفته است. همچنین با وجود انتساب این بنا به دوره تیموری، «هشت‌ضلعی» بودن سقف و همچنین سردابه‌ای بودن آن، گمانه هم‌دوره بودن با دوره ایلخانی را قوی‌تر می‌کند.
ساختمان این چهارطاقی تیموری خشتی و نمای بیرونی آن هشت‌ضلعی و «طاق‌نماهایی» با پوشش جناقی و آجرچینی خفته راسته که در قسمت ساقه گنبد تزیین‌شده است که فضای درونی آن دارای اندود گچی است.  این هشت‌ضلعی به‌گونه‌ای است که اضلاعی که درگاه ورودی به داخل آرامگاه دارد، نزدیک به 6 متر و دیگر اضلاع 4 متر و 20 سانتی‌متر درازا دارندو بخش بالایی بنا قوسی‌شکل ساخته‌شده است که در زیر و بالای درها، نورگیرهایی به پهنای درها دیده می‌شود. بنا دارای گنبدی است که بلندای آن از بخش بالایی بنا 2 متر و 50 سانت و تا زیر گنبد 4 متر و 20 سانتی‌متر است. بالای سردرها دورتادور به رنگ فیروزه‌ای گچ‌بری و کتیبه‌ای ایجادشده که از نقوش اسلیمی استفاده شده است.

## بازسازی
این بنا در سال ۱۳۵۶ برای نخستین بار بازسازی و بهسازی شد که به اصالت بنا آسیب زیادی وارد شد. در سال‌های ۱۳۸۴ و ۱۳۸۶ نیز برای پیشگیری از ریزش‌ها اقداماتی انجام گرفته که نتیجه آن یافتن ورودی بنا با کف سردابه‌ای و همچنین دیوار محصورکننده در اطراف بنا بود که از خاک بیرون کشیده شد. به‌احتمال بسیار این دیوار محصورکننده در دوره‌های بعد برای پیشگیری از پیشروی قبرها به محل ساخته‌شده است. کف سردابه در عمق 160 سانتیمتری از سطح فعلی زمین قرارگرفته است.